# 信州大学教育学部附属長野中学校
信州大学教育学部附属長野中学校（しんしゅうだいがくきょういくがくぶ ふぞくながのちゅうがっこう; Nagano Junior High School Attached to the Faculty of Education of Shinshu University）は、長野県長野市にある、国立大学法人の中学校である。
信州大学教育学部附属長野小学校が隣接する。学年の定員は205人で、そのうちの80人が同小学校から入学する。
公教育の一環としての任務のほかに、教育学部学生の実習の場でもある。

## 沿革
- 1947年4月1日 - 官立長野師範学校附属中学校として開校。
- 1947年5月31日 - 信州大学教育学部附属中学校となる。
- 1980年12月1日 - 現在地へ移転。

## 最寄駅
- 長野電鉄長野線：附属中学前駅より徒歩３分程度

## 著名な出身者
- 猪瀬直樹 - ノンフィクション作家、参議院議員、第18代東京都知事
- 倉石灯 - アメリカ合衆国の投資家
- 花岡信昭 - ジャーナリスト
- 平野有海 - 気象予報士
- 御子柴佑梨 - プロ雀士
- 宮澤佳甫 - 工学者、金沢大学助教
- 山本貴志 - ピアニスト
- YOU THE ROCK★ - ミュージシャン